# 路易吉·布鲁尼亚罗
路易吉·布鲁尼亚罗 （Luigi Brugnaro，1961年9月13日—）是意大利保守派政治人物和企业家，2015年6月15日起擔任威尼斯市长。2021年7月起擔任中间派政党Coraggio Italia（中右联盟）的主席。

## 生平
路易吉·布鲁尼亚罗毕业于威尼斯建筑大学。 他是Reyer Venezia篮球队的老板，他還曾是威尼斯工业联盟的前主席和Assolavoro的前总裁。 

### 威尼斯市长
2015年，路易吉·布鲁尼亚罗參選威尼斯市長，當時他是一位無黨籍政治人物並順利當選， 其于2015年6月15日就职。
布鲁格纳罗任職期間禁止威尼斯的学校採購49本以同性恋為主題的的书籍，并宣布威尼斯不会舉行骄傲游行。 
2017年8月24日，路易吉·布鲁尼亚罗下令如果該市的警察遇到有人高喊真主至大那麼就直接射殺。 
2019年威尼斯洪災期間，布鲁尼亚罗一度表示洪水是由全球变暖所引起。